# Ljudevit Vukotinović
Ljudevit Farkaš Vukotinović, född 13 januari 1813 i Zagreb, död där 17 mars 1893, var en kroatisk författare. 
Vukotinović grundlade genom sina dikter och berättelser den illyriska vitterheten på 1830-talet. I sin stridsskrift Regni Slavoniæ erga Hungariam legalis correlatio (1845) ivrade han starkt för en administrativ förening av Kroatien, Slavonien och Dalmatien inom kejsardömet Österrike. Hans sista diktsamling, Trnule, utkom 1862. Dessutom författade han i förening med Josip Schlosser en Flora croatica.
Auktorsnamnet Vuk. kan användas för Ljudevit Vukotinović i samband med ett vetenskapligt namn inom botaniken; se Wikipediaartiklar som länkar till auktorsnamnet.